# Zwischenmahlzeit

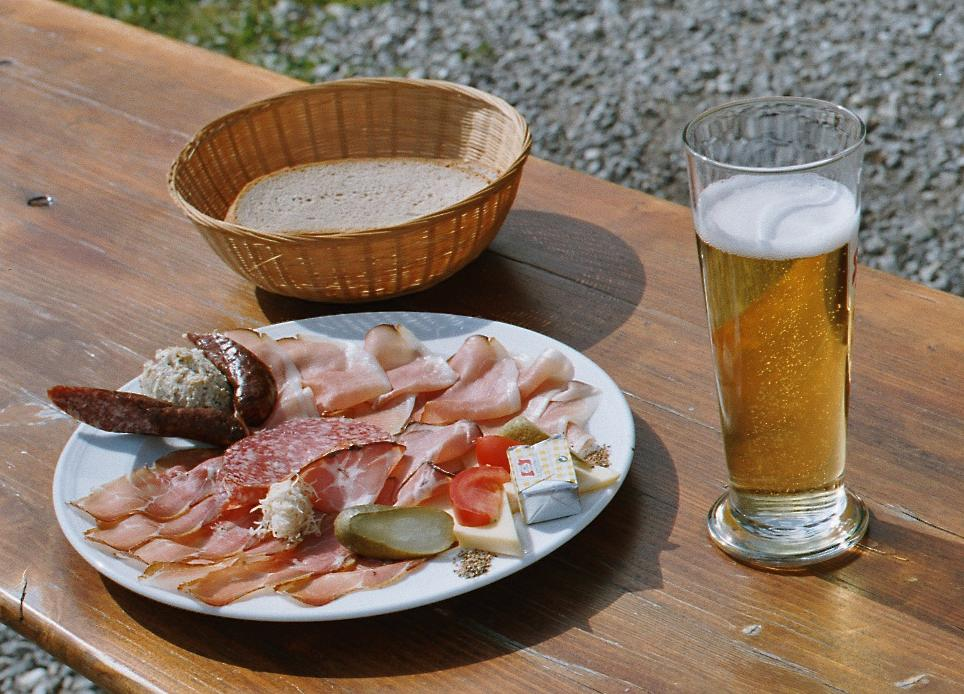
Eine nachmittägliche Jause in Tirol

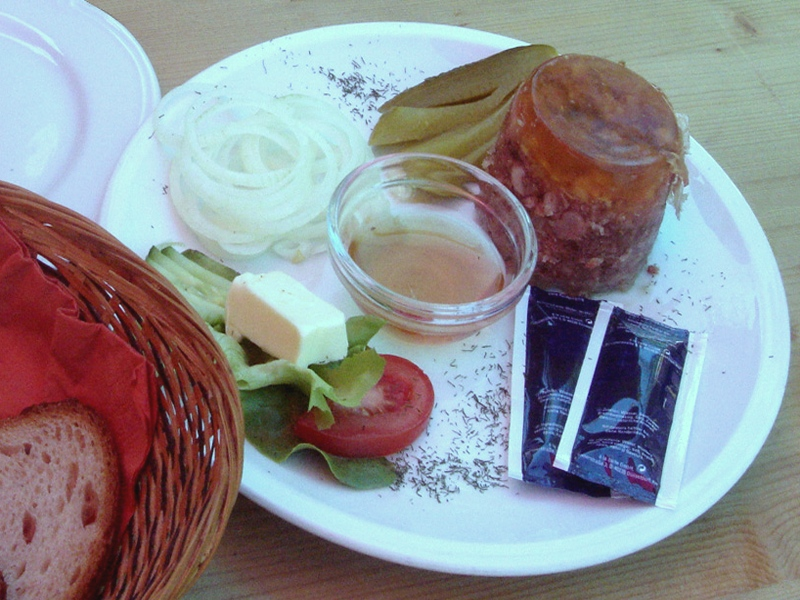
Sülze

Eine Zwischenmahlzeit ist eine kleine Mahlzeit zwischen den Hauptmahlzeiten Frühstück, Mittagessen oder Abendessen. Im deutschen Sprachraum existieren für solch eine Mahlzeit zahlreiche verschiedene Ausdrücke. Im Deutschen werden auch der Ausdruck Imbiss und das englische Wort Snack verwendet.

## Alemannischer Sprachraum (Schweiz, Liechtenstein, Vorarlberg, Süddeutschland, Elsass)

### Znüni
Znüni wird in der Deutschschweiz, Vorarlberg und im alemannisch-süddeutschen Sprachraum die morgendliche Zwischenmahlzeit sowie das zu diesem Zeitpunkt eingenommene Pausenbrot genannt. Die Bezeichnung bedeutet wörtlich „zu neun Uhr“ und ist von der Zahl Neun (im Alemannischen: nüün) abgeleitet, da die Pause meistens um (zu) neun Uhr gemacht wird. Die Bezeichnung Znüni wird aber auch dann verwendet, wenn die Pause zu einer anderen Zeit gemacht wird, beispielsweise erst um zehn Uhr.
Zum Znüni wird meistens nur eine Kleinigkeit gegessen, wobei dann der Walliser von Schpiis (‚Speise‘) (Käse, Brot, Wurst) spricht, so zum Beispiel ein Apfel, ein Butterbrot oder nur ein Kaffee mit Rahm (Sahne) und Zucker, bzw. ein Tee. Typisch in der deutschsprachigen Schweiz ist auch das „Weggli und Schoggistängeli“, eine Art Milchbrötchen, in welches ein Schokoladenstengel gedrückt wird. Beliebt sind auch Croissants (auch Gipfeli genannt). Bisweilen werden auch Brot, Aufschnitt, Käse gegessen (oft als Sandwich). Eine mit dem Znüni zusammenhängende Sitte ist das Znüni-Lotto, ein einfaches Marketing-Instrument von Cafés, Tea-Rooms, Restaurants etc. in der Deutschschweiz: Die Gäste erhalten mit der Bestellung ihres Frühstücks eine Nummer; wird diese später vom Wirt oder der Wirtin gezogen, dann muss der Gast sein Znüni nicht bezahlen.
Im Schwarzwald werden zum Znüni traditionell herzhafte Speisen wie der Schwarzwälder Speck, die geräucherte Schwarzwälder Blutwurst und Roggenbrot gegessen, zu denen gelegentlich auch schon Kirschwasser oder ein anderer Obstbrand getrunken werden.
Im Westen Österreichs (Tirol, teilw. Salzburg) entspricht Obengenanntem der Begriff „Neinerln“ (auch hier von der Zahl „neini“, 9). Die nachmittägliche Jause trägt in Tirol die Bezeichnung „Marend“ (vgl. spanisch „merienda“), im Salzburger Pinzgau „Unternessen“ (Dialekt für „unter den Essen“ = „zwischen den Mahlzeiten“).

### Zvieri
Der nachmittägliche Bruder des alemannischen Znünis ist der oder das Zvieri – wörtlich „zu vier [Uhr]“ –, die Zwischenmahlzeit um vier Uhr. Früher waren hierfür auch Wörter wie Vesper und Zaabig (wörtlich „zu Abend“) weit verbreitet (siehe unten).

### Z’Owetesse, Zaabed, Zaabund
Im nieder- und hochalemannischen Elsass (Frankreich) bezeichnet man so ähnlich wie in der Schweiz die Zwischenmahlzeit vor dem Z’Nachtesse das Z’Owetesse, dabei werden Brot, Käse und Obst gegessen und dazu Wein serviert.
Der Walliser nennt die Zwischenmahlzeit am Nachmittag Zaabund. Auch in der Deutschschweiz nördlich der Alpen war Zaabed, Zaabig, Zoobig für die Zwischenmahlzeit am Nachmittag im 19. und frühen 20. Jahrhundert noch weit verbreitet. Die Bezeichnung kommt daher, dass in der älteren Mundart „Abend“ für „Nachmittag“ – wie noch heute in den romanischen Sprachen – nicht ungewöhnlich war.

### Vesper
Das Wort Vesper ist im süddeutschen Raum (historisch einschließlich Schlesien) weit verbreitet. Es existieren dazu die Verben vespern und herumvespern; damit ist das beliebig häufige Einnehmen von kleinen Zwischenmahlzeiten gemeint. Es entstand wohl aus der Verkürzung von Vesperbrot, welches vor der Vesper eingenommen wurde. Die Zwischenmahlzeit heißt daher das Vesper.
Im niederalemannischen Elsass (heute Frankreich) ist das Verb veschpere gebräuchlich, aber im Gegensatz zum Schwäbischen bezeichnet das Nomen Vaschper oder Veschper nur die Vesper, während die Zwischenmahlzeit um 16 Uhr „Veschperbrod“ heißt.
Auch in der alemannischen Schweiz bezeichnete das Wort (schweizerdeutsch Fäschper ausgesprochen) noch im 19. und frühen 20. Jahrhundert verbreitet eine Zwischenmahlzeit am Nachmittag. Das Wort ist heute weitgehend durch Zvieri (siehe oben) verdrängt worden.
In Sachsen ist das Vesper eine aus Kaffee und Kuchen bestehende Mahlzeit in der Nachmittagszeit.

### Zwipf
In der Schweizer Armee werden Zwischenverpflegungen inoffiziell als Zwipf bezeichnet. Die Mannschaft erhält Zwipf in den Pausen. Es besteht je nach Gusto des Küchenchefs meistens aus Tee oder Zitronenwasser, Getreideriegeln, Militärschokolade, Biscuit, Studentenfutter oder Obst.

### Café complet
Wenn auch nicht wirklich als eine Zwischen- sondern eher als Hauptmahlzeit verstanden, ist in der Schweiz der Café complet (oder eingedeutscht Kafi Complet) ein einfaches kaltes Abendessen mit Brot und Beilagen. Es stammt aus dem 19. Jahrhundert und wurde in Hotels als schnelle Mahlzeit für Touristen angeboten. Nach dem Zweiten Weltkrieg wurde es besonders beliebt, da viele Frauen außer Haus arbeiteten. Heute gilt es als traditionelles Schweizer Abendessen. Ähnlich wie die Brotzeit in Bayern kombiniert es Brot mit verschiedenen Aufstrichen und Käse.

## Bairischer Sprachraum (Österreich, Bayern, Südtirol)

### Brotzeit

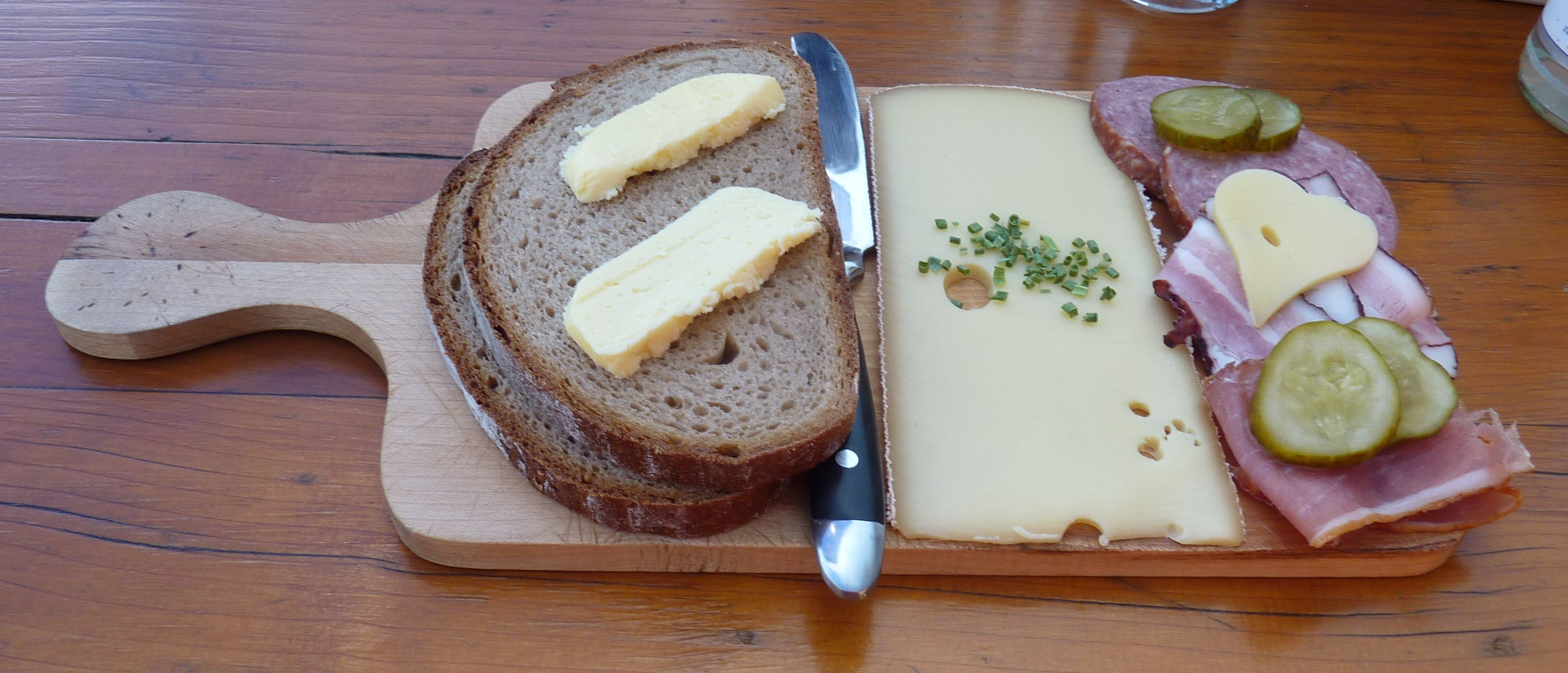
Brotzeit

Im bairischen Sprachraum sowie in Franken und Teilen Thüringens werden deftige Zwischenmahlzeiten und nicht warm zubereitete Hauptmahlzeiten (Mittagessen bzw. Abendessen) als Brotzeit bezeichnet. Eine Brotzeit besteht meist aus einigen Scheiben Brot, meist würzigem Natursauerteig-Brot, oder Brezeln, verschiedenen Käse- und deftigen Wurstsorten, Presssack, Schinken, kalten Rippchen, Obatztem, Kartoffelkäse, (rohem) Gemüse wie Radieschen und Radi oder Gewürzgurken etc. In vielen Biergärten ist es Tradition, seine eigene Brotzeit mitzubringen.

### Gabelfrühstück
Das Gabelfrühstück ist ein zweites Frühstück bestehend aus kalten oder warmen Speisen. Das Wort ist eine Lehnübersetzung aus dem Französischen: déjeuner à la fourchette. Es wird so genannt, da man im Stehen einzelne Häppchen mit der Gabel aufnahm. Der Dichter Josef Weinheber setzte dem Gabelfrühstück in seinem Gedicht Der Phäake ein Denkmal: Zum Gabelfrühstück gönn ich mir – ein Tellerfleisch, ein Krügel Bier, schieb ab und zu ein Gollasch ein …
Jean-Paul Aron berichtet, eine Madame Hardy habe in der Rue Lafitte in Paris im 19. Jahrhundert eine zunächst unbedeutende Kneipe betrieben, sei dann aber auf die einträgliche Idee verfallen, vormittags von zehn bis zwölf unter einer großen Glasglocke verschiedenste Speisen bereitzuhalten, vor allem Fleisch, das der Oberkellner auf eine große Gabel spießt und es dann auf einen silbernen (Grill-)Rost legt. „Bei Madame Hardy wird damit der Brunch aus der Taufe gehoben, dem man den Namen ‚Gabelfrühstück‘ gibt, so sehr überrascht und amüsiert das Gerät, mit dem der Kellner nach den gewünschten Speisen fischt.“

### Jause

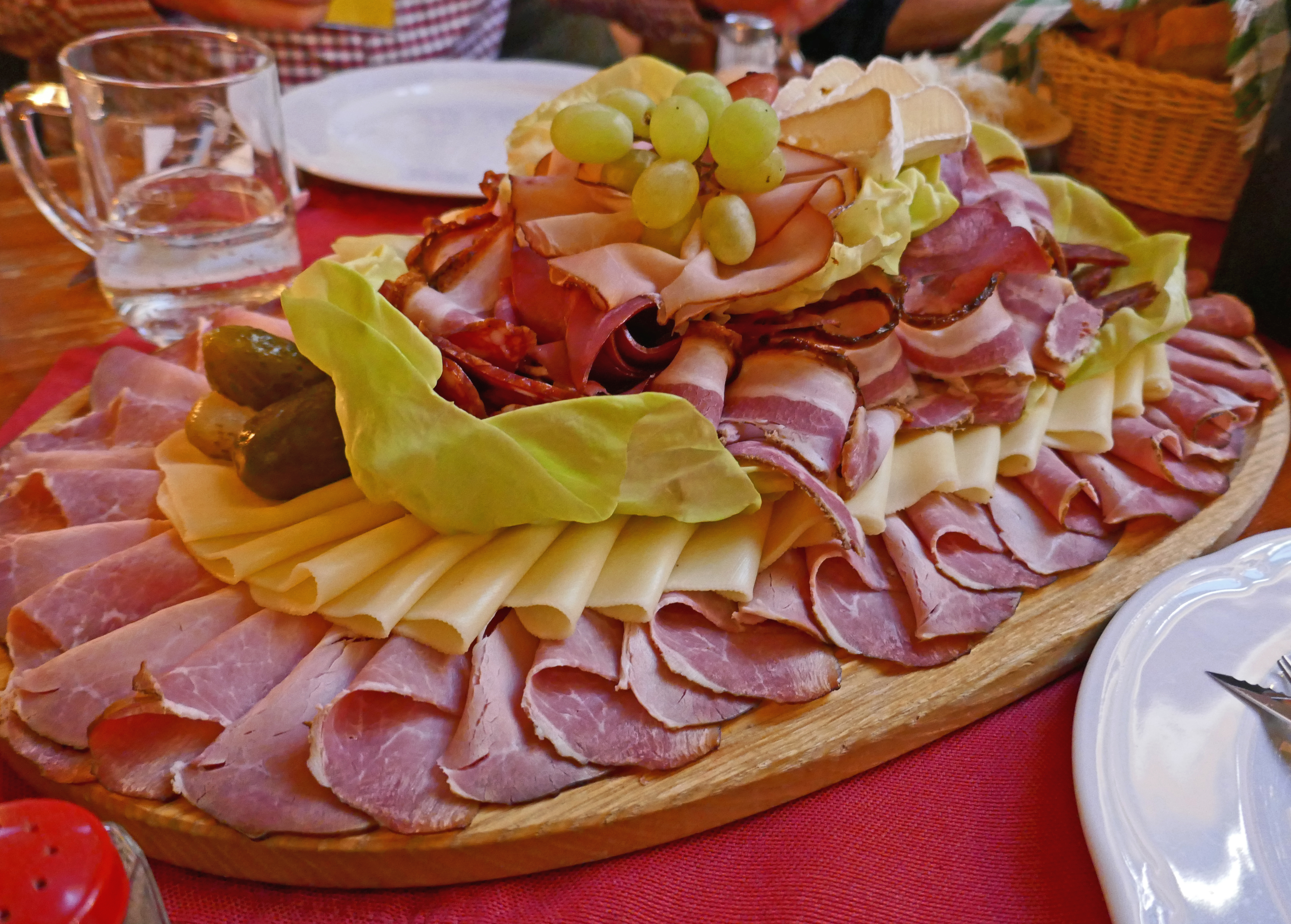
Brettljause in einer Buschenschank, Riegersburg (Steiermark)

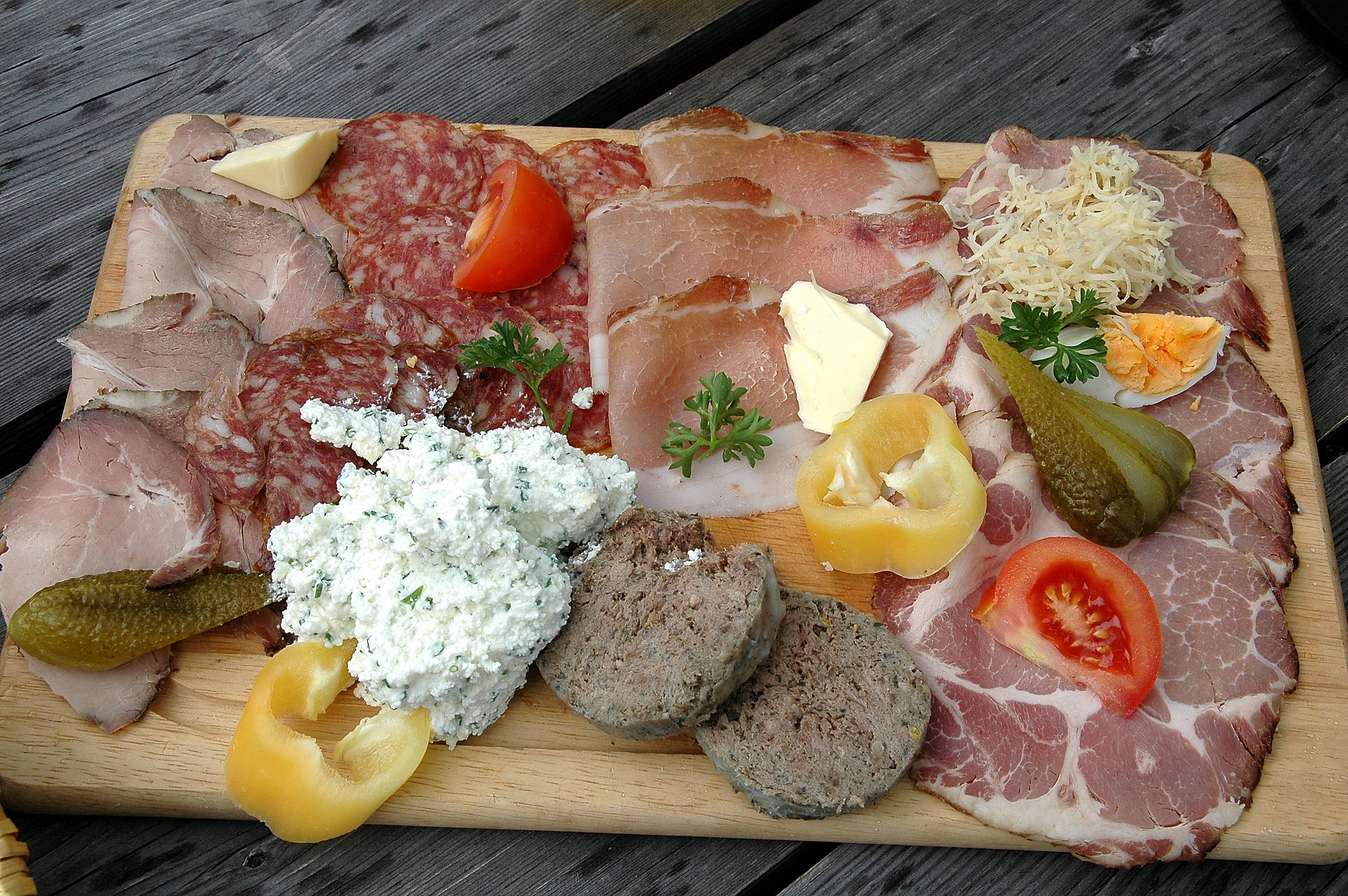
Kärntner Brettljause

Eine Jause (auch Jausenbrot, aus dem Slowenischen južina für Mittagessen bzw. mala južina für Zwischenmahlzeit) bedeutet in Österreich eine kleine Zwischenmahlzeit – ähnlich der Brotzeit in Bayern, dem Vesper in Schwaben und Franken, der Marende in Südtirol und dem schweizerischen Znüni. Doch bieten auch Restaurants kleine Mahlzeiten unter dieser Bezeichnung an.
In Oberösterreich und dem westlichen Niederösterreich wird „Jause“ oft synonym zu „Abendessen“ mit eher kalten Speisen gebraucht.
„Jausenzeit“ ist die zugehörige Zeitspanne, kann aber auch – regional verschieden – eine Zeit zwischen etwa 9 und 15 Uhr sein.
Der in die Schule oder Arbeit mitgenommene Proviant heißt ebenfalls Jause und gehört der Ordnung halber in ein „Jausensackerl“. In Ostösterreich wird am Vormittag statt des Begriffs Jause auch Gabelfrühstück verwendet.
Zumeist ist die Jause eine salzig-pikante Zwischenmahlzeit; allerdings gibt es auch süße Varianten, zum Beispiel eine Kuchenjause am Nachmittag.

Die Jausenstation ist eine Gaststätte zur Einkehr. Im Gebirge wird sie manchmal „Jausenhütte“ genannt. Charakteristisch hierfür ist eine Ausflugsgaststätte, welche sich in einem derartigen Gebiet oder an einem dorthin führenden häufig begangenen Weg befindet und auf die Bedürfnisse des Ausflugsverkehrs abgestellt ist. Es wird hier unter anderem die Brettljause angeboten – eine kräftige Brotmahlzeit, bei der verschiedene deftige Fleisch- und Wurstsorten wie Presswurst (in Österreich: Sulz), Blut- und Leberwurst, Speck, Selchfleisch, Jausenwurst, Schinken und kaltes Schweinernes (= gebratenes Schweinefleisch, evtl. gepökelt (gesurt)) mit Beilagen wie Kren (= Meerrettich), Senf, Käse, Essiggurken, Pusztasalat auf einem Holzteller serviert werden. Die Brettljause gibt es auch als „Speckjause“, meistens ergänzt um ein „Schnapserl“ oder ein Krügel (ein halber Liter) Bier. Die „Käsejause“ ist eine Variante ohne Fleischbeilagen, aber dafür mit unterschiedlichen Hartkäse- und Weichkäsesorten.

### Marende
Bei der Marende handelt es sich um die Tiroler und Südtiroler Version der Jause. Typischerweise werden dazu Schüttelbrot, Speck, Kaminwurzen, Essiggurken sowie Rotwein gereicht. Der Begriff „Marende“ leitet sich von dem mittellateinischen Begriff merenda für die nachmittägliche Zwischenmahlzeit ab.
Die vormittägliche Zwischenmahlzeit wird Neunern oder Halbmittag genannt.
Aufgrund der sprachlichen Verwandtschaft zwischen Mittellateinisch und den romanischen ostfranzösischen Dialekten ist das Wort moronde oder petite moronde in vogesischer Sprache, also nicht mehr im deutschen Sprachraum, sondern an der Peripherie, belegt und im regionalen Französisch beliebt. Die Hochvogeser, die übrigens viele deutsch-elsässische Wörter entlehnt haben, nehmen eine erste moronde um 10 Uhr vormittags und eine zweite um 16 Uhr. Hier stimmen Marende und Moronde in ihrer Grundbedeutung miteinander überein. Wenn hingegen ein Hochvogeser von einem frichstik (oder frihhstik) redet, meint er kein Frühstück, sondern eine sehr reichhaltige Mahlzeit, egal welche.

## Übrige Sprachräume in Deutschland

### Fofftein
Von einem Zahlwort abgeleitet ist die norddeutsche Bezeichnung Fofftein für eine meist morgendliche Mahlzeit, kann aber auch eine verzehrlose Pause bedeuten. Die plattdeutsche Zahl „Fünfzehn“ bezieht sich dabei auf die nach der ehemaligen Arbeitszeitordnung vorgesehenen 15 Minuten Frühstückspause.

### Imbs
In Rheinhessen heißt der in den Weinberg mitgenommene Proviant Imbs. Der Begriff stammt, wie Imbiss, etymologisch aus dem Althochdeutschen imbizan – „entbeißen“ bzw. „essen“ ab. Das Imbs war entsprechend eine unkomplizierte rustikale Zwischenmahlzeit auf der Faust, welche in der Regel um die Mittagsstunde (Rheinhessischer Dialekt: im Unnere = unter Mittag) zwischen 11 und 13 Uhr oder abends nach der Weinlese eingenommen wurde. Das Imbs wird meistens auf dem Boden hockend, auf umgedrehten Weinkisten oder auf dem umgekippten Leseeimer eingenommen und besteht aus Hausmacher Wurst (Leberwurst, Blutwurst, Schwartenmagen), Pellkartoffeln (Gequellte, Quellmänner) mit Weichem Käs und Weck, Worscht un Woi, die auf einem auf der Erde liegenden Tischtuch ausgebreitet sind.

### Winzerplatte
Die Winzerplatte ist in allen deutschen Weinregionen von der Mosel bis Sachsen verbreitet und zeichnet sich durch regionale Käsespezialitäten (oft mit Rotkulturen) wie Limburger, Weinkäse, Handkäs, Spundekäs, Odenwälder Frühstückskäse, Münster oder Romadur aus. Dazu werden würziges Brot, Butter, Gewürzgurken und oft auch Schmalz gereicht. Eine spezielle Variante der Weinbaugebiete Pfalz, Rheinhessen, Hessische Bergstraße und Rheingau ist Weck, Worscht un Woi, eine traditionelle Zwischenmahlzeit bei der Weinlese.

### Pausenbrot
Das Pausenbrot ist eine vorbereitete Zwischenmahlzeit in der Regel aus einem belegten Brot mit gegebenenfalls weiteren Snacks, die vor allem Schüler oder auch Arbeitende verpackt mit in die Schule/zum Arbeitsplatz nehmen, um sie in einer Pause als Zwischenmahlzeit zu sich zu nehmen.

### Kindergartenfrühstück
Das Kindergartenfrühstück ist eine Sonderform des sogenannten Zweiten Frühstücks im Kindergarten, das einen festen Platz im Rahmen der pädagogischen Konzeption einer Tagesstätte hat. Es gibt das gemeinsame Frühstück und das gleitende Frühstück (bzw. regional: gleitende Brotzeit, Jause, Vesper etc.). Dem Vorteil des gemeinsamen Frühstücks, Gemeinschaft zu erleben und zur Orientierung der Kinder feste Rituale einbinden zu können, steht der Nachteil gegenüber, dass das Freispiel nach Meinung von Kritikern abrupt beendet werden müsse. Umgekehrt können auch bei einem gleitenden Frühstück befreundete Kinder gemeinschaftlich frühstücken und es ist gezieltes individuelles Eingreifen des Fachpersonals in kleinen Gruppen möglich, auch parallel zu angeleiteten Angeboten für Einzelne oder Kleingruppen. In manchen Einrichtungen werden beide Formen kombiniert, indem das sonst gleitende Frühstück durch eine wöchentliche gemeinsame Mahlzeit ergänzt wird. Auch besondere Konzepte wie ein Gesundes Frühstück (vollwertig bzw. Bio) oder eine in der Gruppe gemeinsam zubereitete Mahlzeit lassen sich als gemeinsame Mahlzeit mit dem gleitenden Konzept kombinieren. Während bis in die 80er Jahre das feste Frühstück vorherrschte, ist das gleitende Frühstück eine individuelle Form, die oft auch im Rahmen eines gruppenübergreifenden Offenen Konzepts inzwischen mehrheitlich umgesetzt wird.

## Kaffee und Kuchen
Kaffee und Kuchen oder das Kaffeetrinken bzw. regional das Vesper oder die Kaffeejause ist eine traditionelle Mahlzeit zwischen Mittagessen und Abendessen in Deutschland und anderen Ländern (z. B. Österreich, Finnland, Luxemburg), nicht aber in der Schweiz. Im Bergischen Land wird diese nachmittägliche Mahlzeit als Bergische Kaffeetafel bis in unsere Tage hinein aufwändig zelebriert.

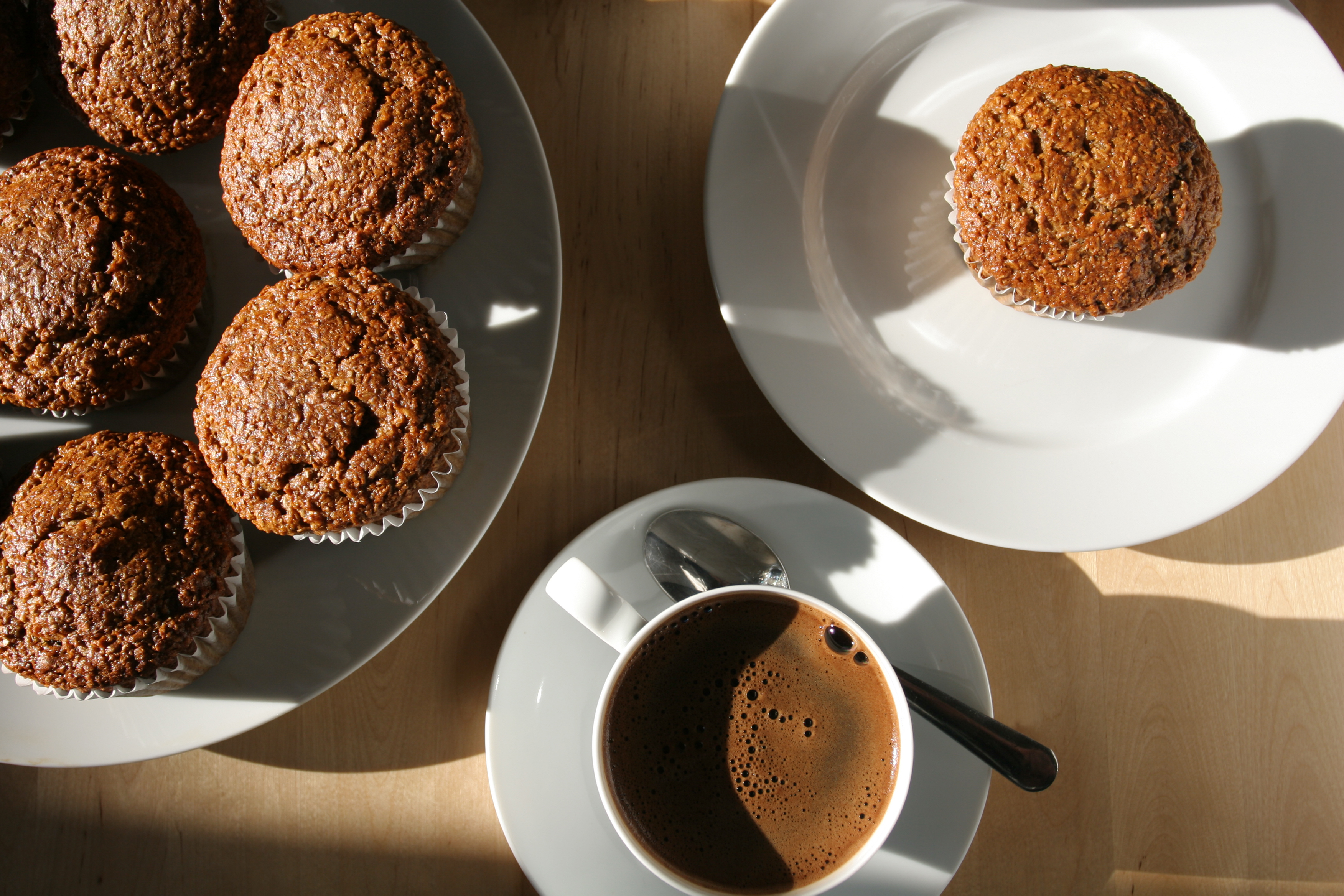
Der traditionelle Kaffee und Kuchen in moderner Version: Muffins mit Vollkornmehl gebacken und schwarzer Kaffee aus biologischem Anbau.

Am Sonntagnachmittag wurde der Tisch je nach sozialem Status gedeckt, der selbst gebackene Kuchen aus dem Ofen geholt und die Kaffeetafel eröffnet. In Deutschland werden zum Sonntagskaffee oft Kuchen oder Torte gereicht, oft zusammen mit (Fein-)Gebäck. 
Kaffee kam Anfang des 17. Jahrhunderts nach Europa, war jedoch der Aristokratie vorbehalten, denn wegen des Importes war Kaffee teuer. Wenig später wurden dann öffentlich zugängliche Kaffeehäuser eröffnet – zuerst in Italien, dann in anderen Ländern Europas. Diese Kaffeehäuser begannen schnell, das leicht bittere Heißgetränk mit allerlei süßen Speisen zu servieren. Von dieser Kombination waren die Menschen so begeistert, dass sie auch Zuhause Kaffee und Naschwerk als Zwischenmahlzeit kredenzten. Das erste Kaffeehaus in Deutschland wurde im Jahr 1673 in Bremen eröffnet.

## Teepause

### Tea time

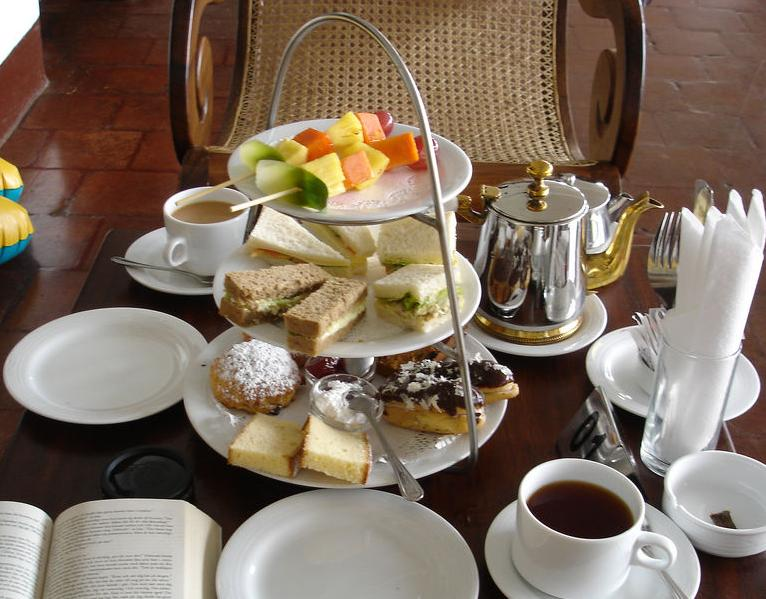
High Tea in Sri Lanka nach britischem Vorbild

Tea time, zu Deutsch „Teezeit“ oder „Teepause“, ist eine Tradition im Vereinigten Königreich, in Irland und Ostfriesland. Generell wird auf den britischen Inseln beinahe rund um die Uhr Tee konsumiert. "Tea" bedeutet dagegen im Sprachgebrauch der Unterschicht das Abendessen.
Eine Teepause ist im deutschsprachigen Raum in der Regel eine ungezwungene Angelegenheit, die meist aus einer Tasse Tee sowie Keksen, Scones, Sandwiches, Schokoriegeln oder Ähnlichem besteht; der gereichte Tee kann also sowohl mit süßen als auch mit salzigen Backwaren (Feingebäck)  kombiniert werden.
Darüber hinaus kann zu besonderen Anlässen auch ein förmlicher afternoon tea (etwa als High Tea oder cream tea) genommen werden. Der unter anderem im deutschen Sprachraum beliebte Ausdruck vom five o’clock tea („Fünf-Uhr-Tee“) ist dagegen im englischen Sprachraum unbekannt.

### Ostfriesland
In Ostfriesland wird um elf Uhr vormittags („Elführtje“) und am Nachmittag meist zwischen drei und vier Uhr der schwarze herb-kräftige Ostfriesentee getrunken. Der Tee wird auf Kandis („Kluntjes“) in die Tasse gegossen, danach wird ein Teelöffel voll Sahne hinzugefügt. Dabei wird der Tee jedoch nicht umgerührt, sodass er anfangs herb und gegen Ende hin süßlich schmeckt. Häufig wird der Nachmittagstee als Anlass genutzt, um Besuch zu empfangen.

## Vereinigtes Königreich
Im Vereinigten Königreich ist der Ploughman’s Plate/Ploughman’s Lunch (Pflügers Mahlzeit) eine kalte, herzhafte Zwischenmahlzeit in ländlichen Gaststätten. Das klassische Ploughman’s Lunch enthält regionalen Käse (Stilton, Wensleydale, Cheddar), Wurst, Schinken oder Roastbeef, gekochte bzw. Soleier, Pickles (eingelegte (Perl-)Zwiebeln oder Relish bzw. Chutney), rohen Apfel sowie Brot und Butter. Eine optionale Komponente ist Fleisch- oder Gemüsepastete (Pasty).